# János Szabó (cestista)
János Szabó (Szőny, 8 gennaio 1917 – Budapest, 29 novembre 1986) è stato un cestista e allenatore di pallacanestro ungherese.

## Carriera
Con l'Ungheria ha disputato i Campionati europei del 1939.
Da allenatore ha guidato l'Ungheria ai Campionati europei del 1967.
Ha inoltre guidato la Nazionale femminile ai Campionati mondiali del 1957 e a due edizioni dei Campionati europei (1954, 1956).